# Pfarrkirche St. Rupert (Gratwein)

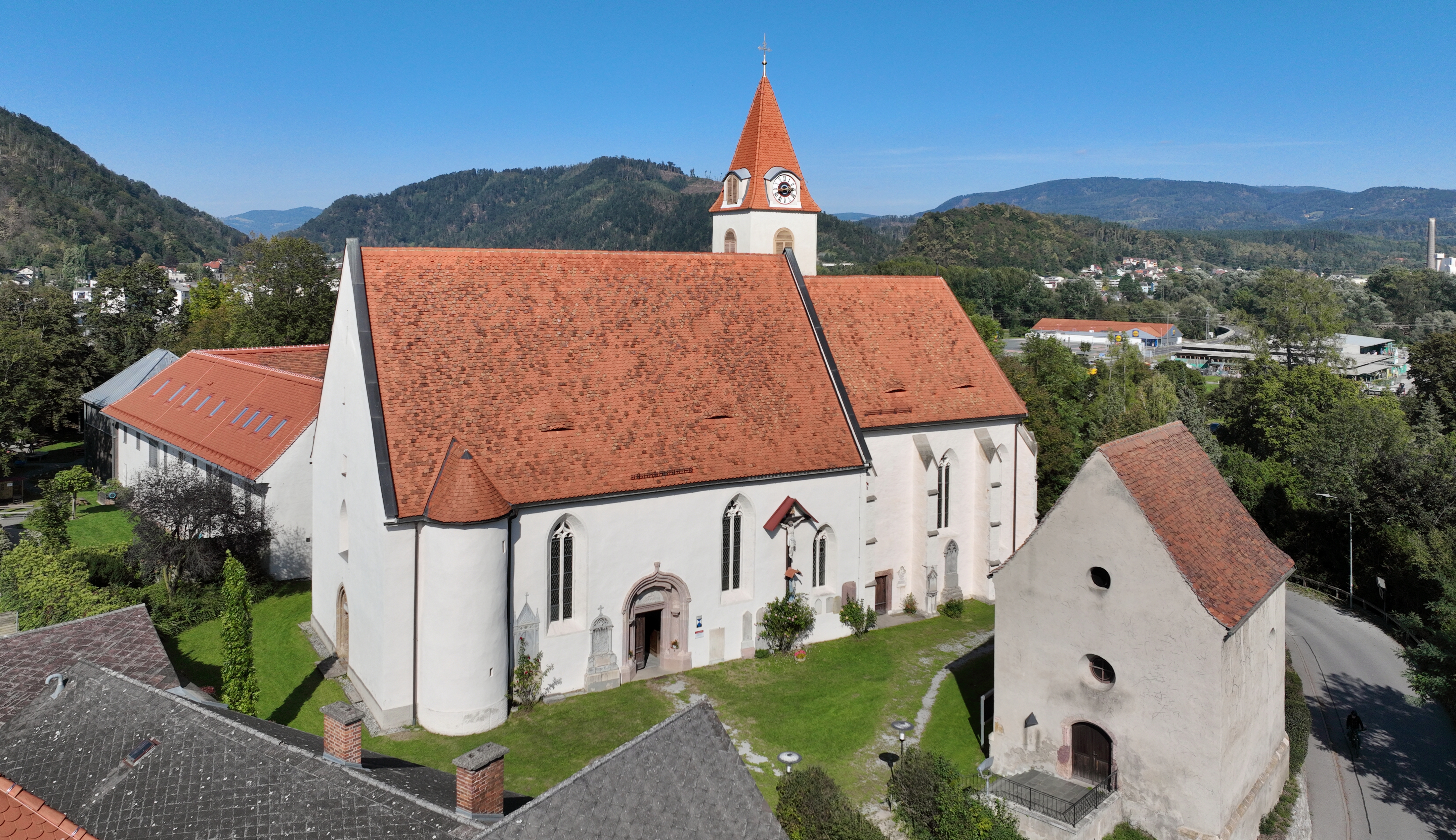
Südwestansicht der Pfarrkirche (2024)

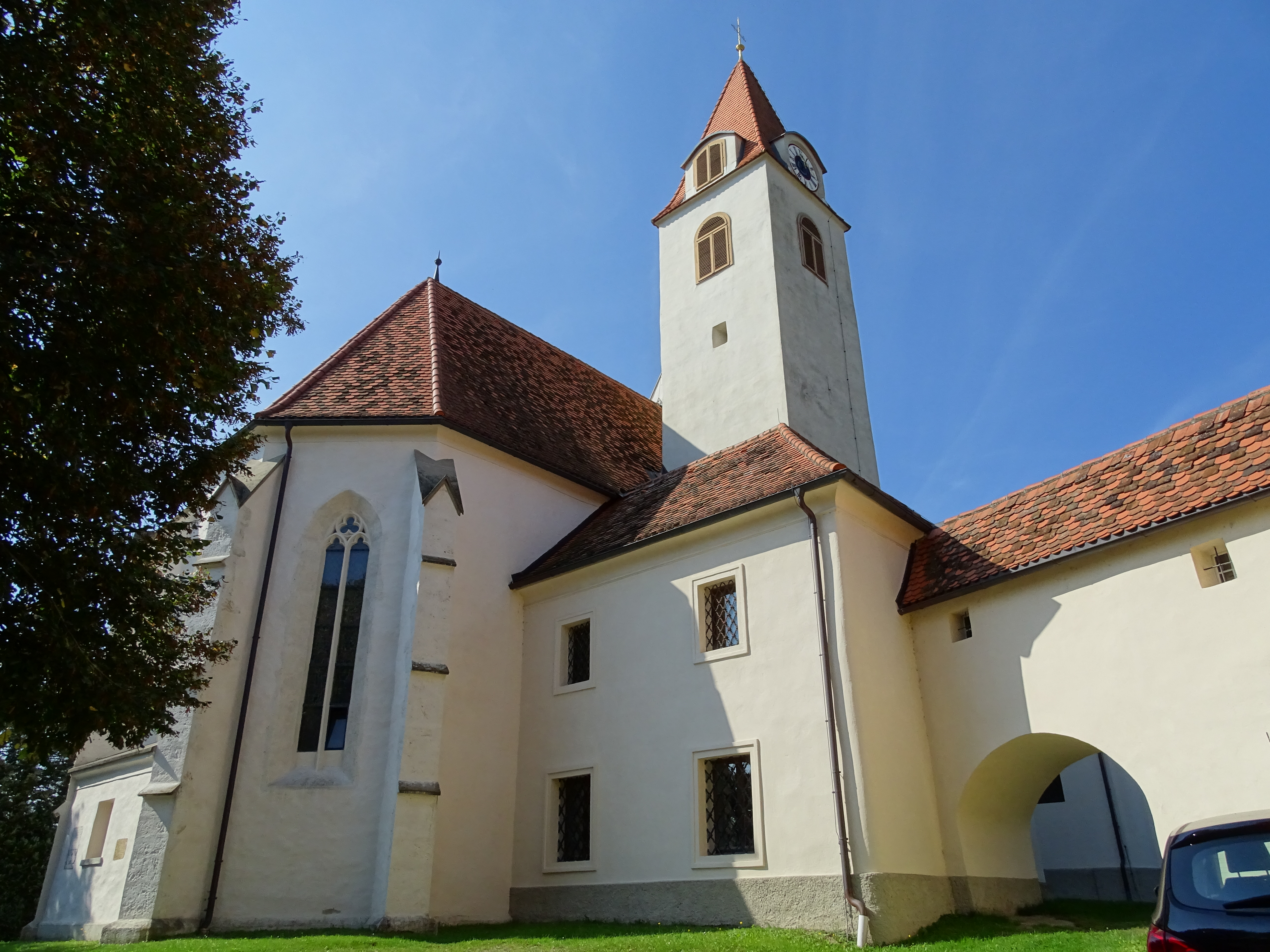
Die Kirche im September 2018

Die Pfarrkirche St. Rupert ist die römisch-katholische Pfarrkirche in Gratwein (Marktgemeinde Gratwein-Straßengel) in der Steiermark. Der heutige Kirchenbau wurde um das Jahr 1200 errichtet und gehört zu den ältesten Urpfarren der Steiermark.

## Geschichte

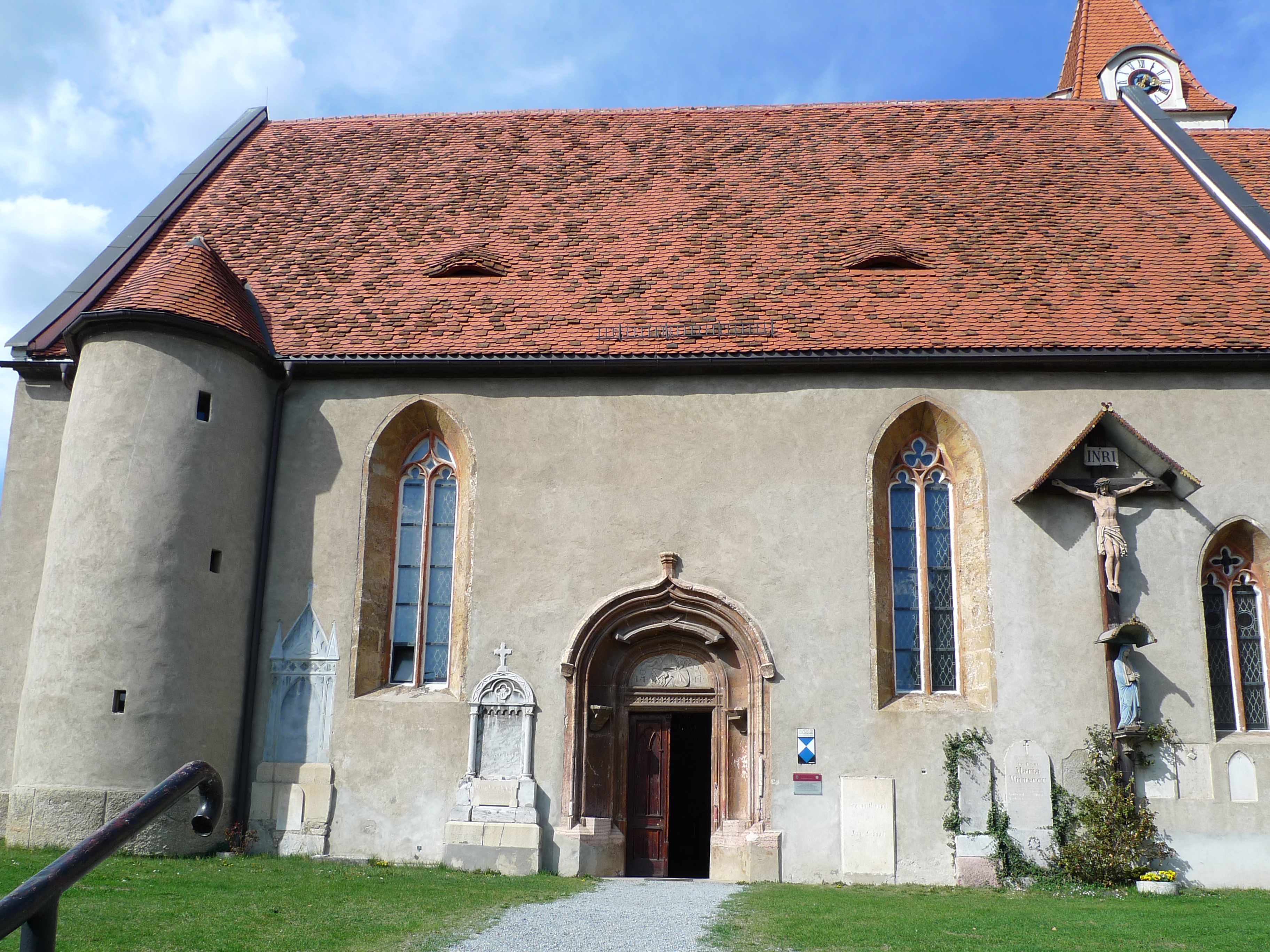
Die Südseite der Kirche

An der Stelle der heutigen Kirche stand ab etwa 860 ein älterer nicht mehr erhaltener Kirchenbau. Dieser wurde 1188 erstmals urkundlich erwähnt. Die heutige Kirche wurde um das Jahr 1200 im Stil der Spätromanik errichtet. Während der Gotik wurde das Langhaus dreischiffig ausgebaut und mit kleinen, spitzbögigen Fenstern ausgestattet. Um das Jahr 1400 wurde das Presbyterium errichtet. Seit 1436 war die Pfarre der Sitz des Archidiakon der Unteren Mark. 1466 wurden die Fenster des Langhauses wieder zugemauert und durch die heutigen ersetzt. Auch der Kirchturm wurde zu jener Zeit erhöht und im unteren Bereich verstärkt. Für das Jahr 1487 sind drei Altäre belegt. Der Südeingang sowie der Orgelchor wurden 1511 neu errichtet. Im Jahr 1607 wurde die Pfarre dem Stift Rein inkorporiert. Um 1618 befanden sich fünf Altäre in der Kirche, deren Zahl bis 1755 wieder auf drei sank. Der Hochaltar wurde um das Jahr 1769 errichtet. Der Marienaltar und der Patriciusaltar wurden 1818 errichtet. Aus derselben Zeit stammt wahrscheinlich auch die Holzkanzel.
1743 wurde an der Nordseite des Langhauses eine Kapelle errichtet, in die ein Johannes dem Täufer geweihter Altar aus der abgetragenen Stiftskirche von Rein kam. Weiters befand sich rund 40 Jahre lang ein Bild des heiligen Patricius in dieser Kapelle. Nach dem Zweiten Weltkrieg wurde die Kapelle zu einem Kriegerdenkmal umgebaut. Heute befindet sich das Kriegerdenkmal an der Westseite der Kirche und die Seitenkapelle dient heute als Taufkapelle.
Seit 1765 hat die Kirche eine Orgel. Die erste – eine Barockorgel – mit acht oder neun Registern wurde 1917 durch eine neugotische Orgel der Firma Mauracher mit 14 Registern und zwei Manualen ersetzt. Diese wurde aufgrund starken Holzwurmbefalles 1963 restauriert.
1904 wurden die alten Glasfenster, zum Teil Fragmente noch älterer Glasfenster aus der Mitte des 15. Jahrhunderts, an das Landesmuseum Joanneum verkauft und vom Erlös die heutigen Glasfenster erworben. Während des Zweiten Weltkrieges wurden drei der damals vier Glocken eingeschmolzen, die 1950 ersetzt wurden. Der Innenraum wurde 1959 und die Außenseite zwischen 1966 und 1967 restauriert. Im Rahmen der Innenrenovierung 1998 wurden ein Volksaltar, ein Glasambo sowie ein Taufbecken errichtet. 2004 wurde die Außenseite renoviert und die Glasfenster restauriert.

## Gestaltung

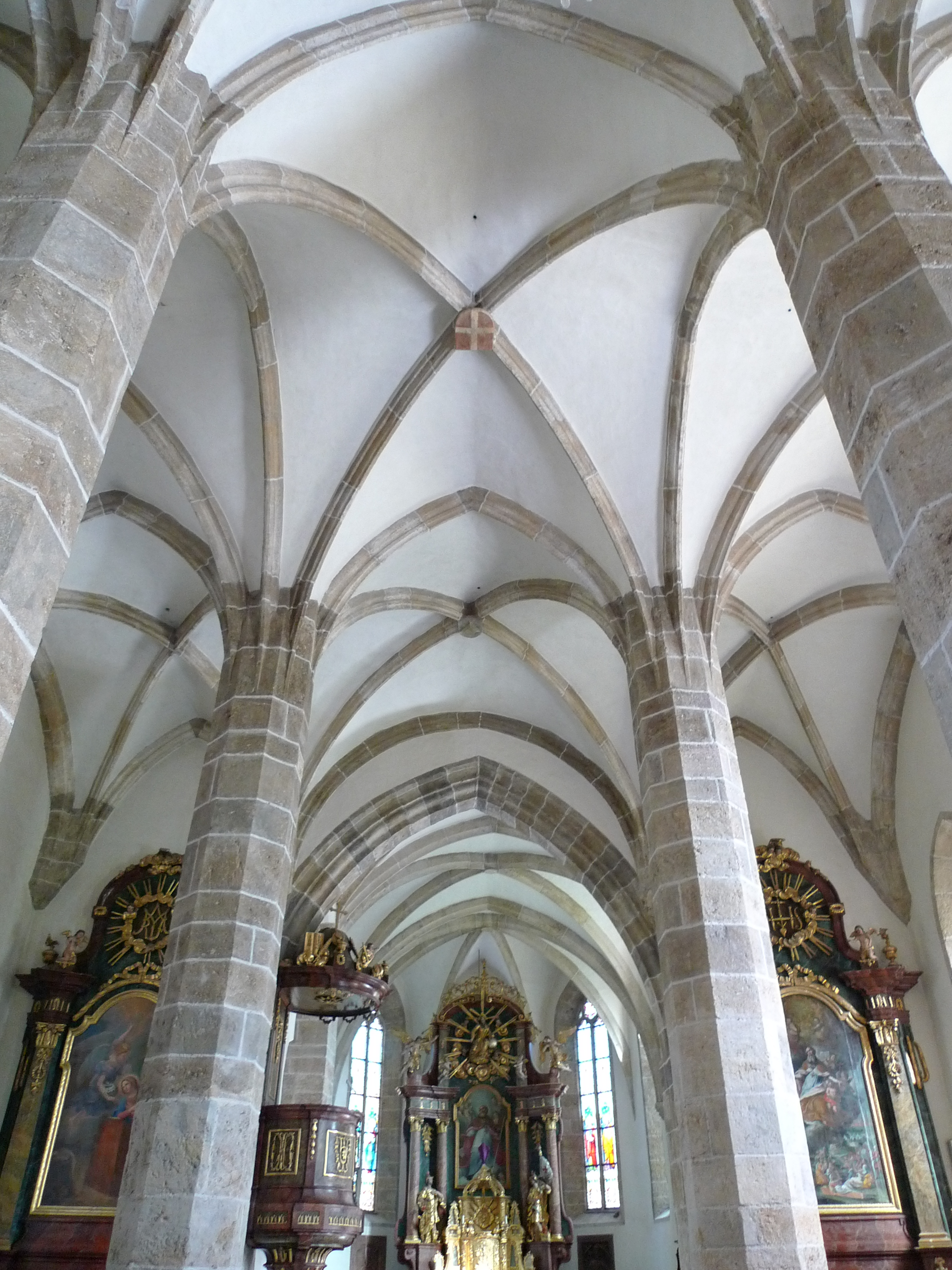
Innenansicht mit Blick auf den Hochaltar

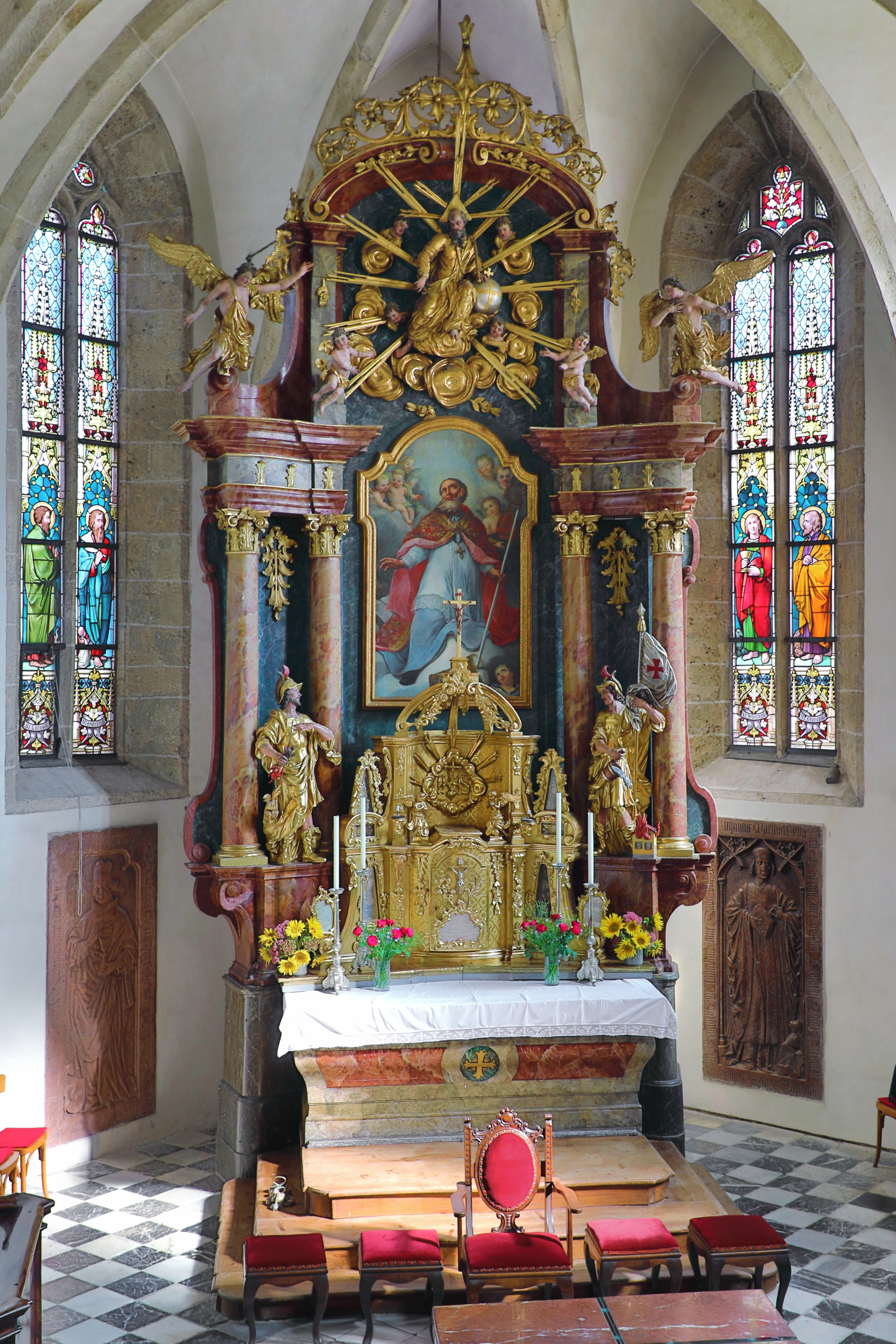
Hochaltar der Pfarrkirche

Die Kirche wurde als spätgotische Hallenkirche errichtet. Der 30 Meter hohe Kirchturm mit Zeltdach befindet sich im nördlichen Chorwinkel und trägt vier Glocken. An seiner nördlichen Mauer befinden sich Türgewände aus Rotmarmor, welche von einem alten Verbindungsgang zum Pfarrhof stammen. An der Außenseite des Chores befinden sich mehrfach abgetreppte Strebepfeiler. Am Chorschluss befindet sich das Wappen des 1406 verstorbenen Pfarrers Georg Schretenberger. An der Außenmauer befinden sich mehrere eingemauerte Grabsteine aus dem 16. bis 19. Jahrhundert wie der des 1508 verstorbenen Priesters Valentin Suchentrunk oder der Wappengrabstein des 1577 verstorbenen Georg Mosers. Von der Sakristei führt ein gedeckter, gemauerter Gang zum Pfarrhof. Er ruht auf zwei Bögen, an denen sich das auf das Jahr 1466 datierte Wappen des Pfarrers Erhard Kornmess befindet. In der Einfahrt zum barocken Arkadenhof wurden drei römische Reliefs aus dem 2. Jahrhundert eingemauert, die in der Nähe der Kirche gefunden wurden.
Das dreischiffige und fünfjochige Langhaus ist 21 Meter lang und 13 Meter breit. Es hat eine zum Teil romanische Umfassungsmauer, welche am Ende des 15. und zu Beginn des 16. Jahrhunderts gotisch erneuert wurde. Es wird von einem Kreuzrippengewölbe überspannt, welches übergangslos in acht Achteckpfeiler oder auf Wandvorlagen sitzenden Runddiensten endet. Der um 1400 errichtete, zweijochige Chor hat einen Dreiachtelschluss. Er wird von einem auf Konsolen sitzenden Kreuzrippengewölbe mit runden Schlusssteinen überwölbt. An der nördlichen Chorwand befindet sich ein Stützpfeiler für den Kirchturm. Neben dem Stützpfeiler befindet sich das barocke Oratorium. Die neben dem Kirchturm gelegene Sakristei hat eine aus der Zeit um 1743 stammende Stuckdecke. Der spitzbogige Fronbogen ist profiliert. An der nördlichen Mauer des Langhauses befindet sich eine barocke Seitenkapelle mit abgeschrägten Ecken, deren Außenseite auf das Jahr 1743 zurückdatiert werden kann. Die im westlichen Teil des Langhauses gelegene Empore erstreckt sich über alle drei Kirchenschiffe und ruht auf einem Kreuzrippengewölbe mit Schlusssteinen. Die Seitenschiffe haben gotische Steinbrüstungen, während jene des Mittelschiffes barock gestaltet ist und vorkragt. Zur Empore führt ein im südwestlichen Teil des Langhauses gelegenes Treppentürmchen mit Wendeltreppe, welches nach außen als Halbkreis hervortritt.
In der gesamten Kirche findet man zweibahnige Maßwerkfenster, deren Scheiben aus dem Jahr 1904 stammen. Die alten, gotischen Glasgemälde aus dem zweiten Viertel des 15. Jahrhunderts wurden an das Landesmuseum Joanneum verkauft. Die Scheiben im Chor wurden von Ferdinand Koller figürlich gestaltet und zeigen die vier Evangelisten. Das aus Rotmarmor gefertigte Eingangsportal im Süden ist profiliert und verstäbt und hat einen gedrückten Kielbogen sowie Figurenkonsolen. Im Tympanon findet man das Wappen von Georg Reiner, welches aus dem Jahr 1511 stammt. Am Türsturz findet man ein Vierpassornament. Das Spitzbogenportal im Westen ist verstäbt und hat ein über einem Schulterbogen angebrachtes Tympanon.

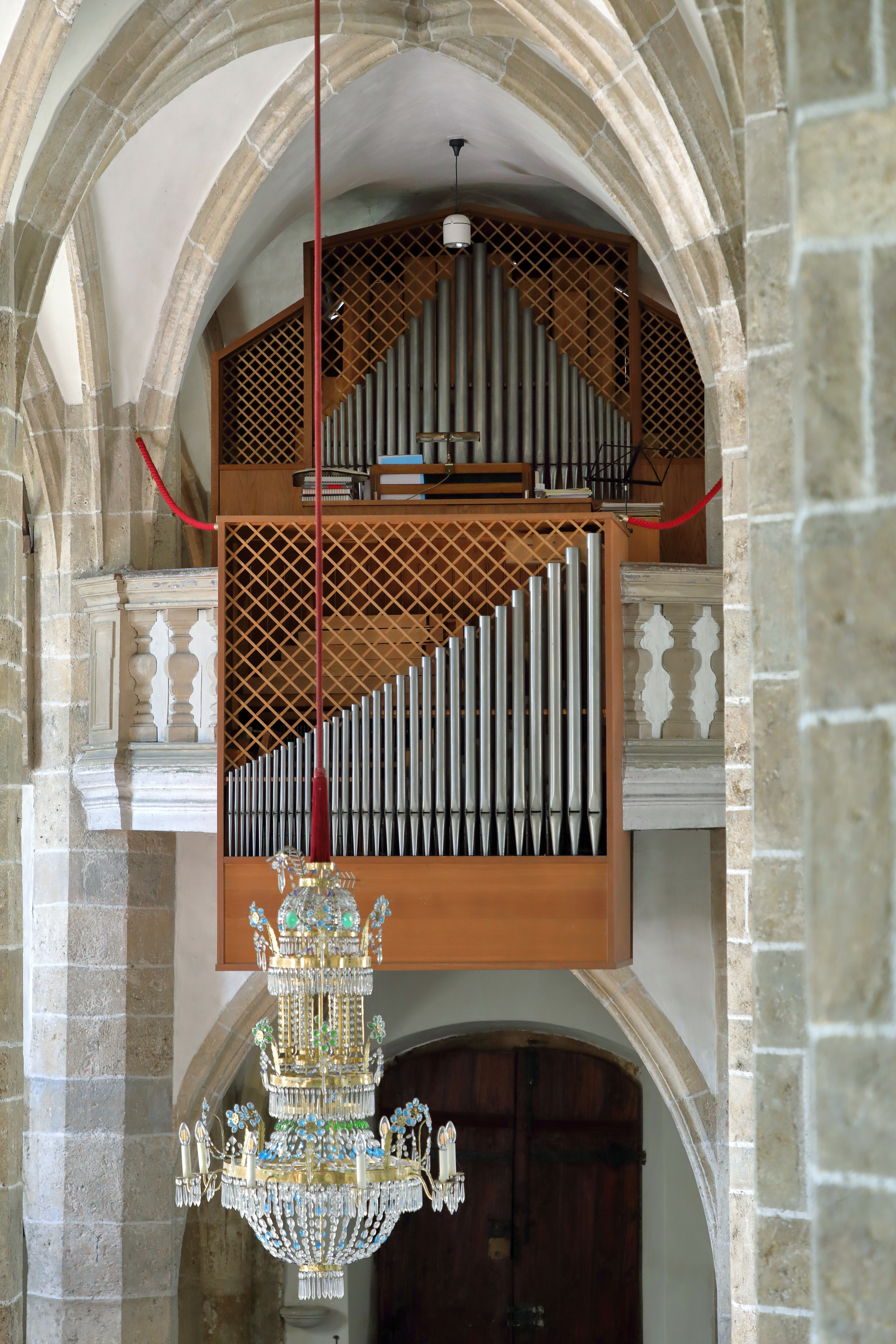
Orgel von den Gebrüder Hopferwieser aus dem Jahr 1965

Der barocke Hochaltar stammt aus dem Jahr 1782 und das den heiligen Rupert zeigende Altarbild wurde um 1769 nach Art des Philipp Carl Laubmann gemalt. Auf ihm stehen von Jakob Peyer gestaltete und im 19. Jahrhundert veränderte Statuen der Heiligen Florian und Donatus als römische Soldaten. Die neugotische Mittelstatue stammt aus dem Jahr 1873. Der Altaraufbau ist mit Wolken verziert, in denen Gottvater umgeben von mehreren Engeln dargestellt wird. Die beiden Seitenaltäre wurden 1818 aufgestellt und 1937 restauriert. Der rechte Seitenaltar trägt ein von Josef Amonte gemaltes barockes Bild des heiligen Patricius aus dem Jahr 1741. Auf dem linken Seitenaltar befindet sich ein im Jahr 1854 von Joseph Alexander Wonsidler gemaltes Ölbildnis der Verkündigung des Herrn. Die hölzerne Kanzel wurde 1818 errichtet. Die Orgel stammt aus dem Jahr 1963 und hat 14 Register und zwei Manuale. In der Seitenkapelle befinden sich barocke Statuen der Heiligen Benedikt und Bernhard aus der ersten Hälfte des 18. Jahrhunderts. An die nördliche Wand der Kapelle wurden 2004 Textauszüge aus dem Psalm 23 in vier verschiedenen Sprachen nach einem Entwurf von Jasmin Bassa gemalt. Das Kruzifix am Fronbogen stammt aus dem Ende des 18. Jahrhunderts. Über dem südlichen Eingangsportal steht eine aus dem Jahr 1873 stammende Statue des heiligen Rupert. Die vier Hängeleuchter in der Kirche wurden in der Mitte des 19. Jahrhunderts angefertigt. Der gläserne Ambo und das Taufbecken stammen aus dem Jahr 1998 und wurden nach Plänen des Architektenteams Tritthart gestaltet. Im Chor befinden sich die zwei ganzfigurigen, rotmarmornen Grabsteine der Pfarrer Andreas am Stein († 1489) und Georg Reiner († 1522). Im Langhaus findet man den Wappengrabstein des 1650 verstorbenen Johann Miller, der eine architektonische Umrahmung aufweist.